# Rogier van Leefdael (1617-1699)
Rogier van Leefdael, ook genoemd Hauterive (?, 1617 - 's-Hertogenbosch, 16 mei 1699) was heer van Deurne tussen 1653 en 1699. Hij was tevens heer van Lieferinge.
Van Leefdael kocht de heerlijkheid Deurne met het Groot Kasteel in 1651, en werd er officieel in 1653 mee beleend. Hij ontplooide talrijke nieuwe initiatieven in het Deurnese bestuur, maar ook in het uiterlijk van het Groot Kasteel en omgeving. Zo liet hij in classicistische stijl een grote aanbouw plaatsen aan de oostzijde van de middeleeuwse donjon van het kasteel. De voormalige kasteelboerderij, een vakwerkboerderij met lemen wanden, liet hij in lokaal gebakken baksteen optrekken en bracht een deel van de taken van de schepenbank naar het gebouw over, dat daardoor de naam Het Dinghuis kreeg.
Van Leefdael, de eerste protestantse heer van Deurne, werd bijgestaan door zijn secretaris Otto de Visschere. Samen hebben zij de nodige juridische processen gevoerd, die onder meer door Hendrik Ouwerling beschreven werden in zijn Geschiedenis der dorpen en heerlijkheden Deurne, Liessel en Vlierden uit 1933.
Rogier van Leefdael overleed op 16 mei 1699 en werd in de Sint-Willibrorduskerk te Deurne begraven. Hij werd opgevolgd door zijn oudste zoon Johan van Leefdael.

## Trivia
- In de Deurnese wijk Vlier-Noord werd de Rogier van Leefdaelstraat naar hem genoemd.
- In sommige literatuur wordt aangegeven dat hij de huidige kasteeltuin liet ontwerpen. Dat berust op een misverstand, aangezien het huidige park in Engelse landschapsstijl uit de vroege 19e eeuw dateert.